# Manuel Rodríguez Cuadros
 (août 2022).
La mise en forme du texte ne suit pas les recommandations de Wikipédia : il faut le « wikifier ».
Les points d'amélioration suivants sont les cas les plus fréquents. Le détail des points à revoir est peut-être précisé sur la page de discussion.
- Les titres sont pré-formatés par le logiciel. Ils ne sont ni en capitales, ni en gras.
- Le texte ne doit pas être écrit en capitales (les noms de famille non plus), ni en gras, ni en italique, ni en « petit »…
- Le gras n'est utilisé que pour surligner le titre de l'article dans l'introduction, une seule fois.
- L'italique est rarement utilisé : mots en langue étrangère, titres d'œuvres, noms de bateaux, etc.
- Les citations ne sont pas en italique mais en corps de texte normal. Elles sont entourées par des guillemets français : « et ».
- Les listes à puces sont à éviter, des paragraphes rédigés étant largement préférés. Les tableaux sont à réserver à la présentation de données structurées (résultats, etc.).
- Les appels de note de bas de page (petits chiffres en exposant, introduits par l'outil «  Source ») sont à placer entre la fin de phrase et le point final[comme ça].
- Les liens internes (vers d'autres articles de Wikipédia) sont à choisir avec parcimonie. Créez des liens vers des articles approfondissant le sujet. Les termes génériques sans rapport avec le sujet sont à éviter, ainsi que les répétitions de liens vers un même terme.
- Les liens externes sont à placer uniquement dans une section « Liens externes », à la fin de l'article. Ces liens sont à choisir avec parcimonie suivant les règles définies. Si un lien sert de source à l'article, son insertion dans le texte est à faire par les notes de bas de page.
- La présentation des références doit suivre les conventions bibliographiques. Il est recommandé d'utiliser les modèles {{Ouvrage}}, {{Chapitre}}, {{Article}}, {{Lien web}} et/ou {{Bibliographie}}. Le mode d'édition visuel peut mettre en forme automatiquement les références.
- Insérer une infobox (cadre d'informations à droite) n'est pas obligatoire pour parachever la mise en page.

Pour une aide détaillée, merci de consulter Aide:Wikification.
Si vous pensez que ces points ont été résolus, vous pouvez retirer ce bandeau et améliorer la mise en forme d'un autre article.
José Manuel Rodríguez Cuadros (né à Cuzco, Pérou, le 17 mars 1949) est un diplomate, politique et professeur d'université péruvien. Il a été Ministre des Relations Extérieures sous le gouvernement d'Alejandro Toledo, Ambassadeur du Pérou en Bolivie en 2010 pendant le deuxième gouvernement d'Alan García et  Représentant Permanent du Pérou auprès de l'UNESCO de 2012 à 2018 sous le gouvernement de Ollanta Humala.
Il s'est engagé aussi en politique en étant candidat à la Présidence de la République aux élections générales du Pérou de 2011 pour le Parti Descentralista Fuerza Social, mais a renoncé à sa candidature le 18 mars 2011.

## Biographie
Fils de Elva Cuadros et de l'éducateur José Gabriel Rodríguez Figueroa, il fait ses études primaires au Collège Salesiano de Cusco, et ses études secondaires dans la Grande Unité Scolaire Ricardo Palma de Lima.
Il entre à l'Université Nationale Principale de San Marcos, où il étudie le Droit et les Sciences Politiques; puis il intègre l'Académie Diplomatique du  Pérou.
Il obtient un master en Droit International et Relations Internationales à l'Université de Paris V René Descartes, ainsi qu'un doctorat en Droit International avec mention en Droit International du Développement dans la même université.
Entre 1992 et 1993 il occupe le poste de conseiller principal de la Division de Droits Humains de la Mission de Paix des Nations unies au Salvador.
Fin décembre 1992, il est démis du service diplomatique du Pérou par le gouvernement d'Alberto Fujimori.
En 1993 il est nommé "Senior political officer" du Département des Affaires Politiques des Nations unies.
à Genève, en avril de l'an 2000, il est choisi par la Commission des Droits Humains des Nations unies, pour une période de quatre ans, membre de la Sous Commission du dit organisme pour la Promotion et la Protection des Droits Humains.
En 2005 il assume la présidence de la Conférence du désarmement de l'ONU qui siège à Genève, et en 2006 devient Président de la Commission des Droits Humains des Nations unies,.
Il est membre Associé du Centre Péruvien des Relations Internationales, du Forum Péruvien des Relations Internationales, de l'Institut Français des Relations Internationales, du Forum Suisse des Relations Internationales, de l'Association Latino-americaine de Droit International Public et de la Société Péruvienne de Droit International.
Depuis 2009, il est président de l'Institut Latino-americain de Droit International et Relations Internationales - ILADIR.

## Enseignement
Il commence dans l'enseignement comme professeur d'Économie Politique au Collège Péruvien-Britannique entre 1969 et 1970.
Par la suite, il donne des cours sur le droit et les relations internationales au Pérou, au Salvador et en France :
Au Pérou, il est professeur à l'Académie Diplomatique du le Pérou, à l'Université Nationale Principale de San Marcos, à l'Université de Saint-Martin de Porres, à l'Université Ricardo Palma, au Centre des Grandes Études Nationales, au Centre des Grandes Études Militaires du Pérou et à l'École Supérieure de Guerre Navale.
En France, il donne des cours à l'Institut d'Administration de Paris, et au Salvador, à l'Université "Dr. José Matías Delgado".

## Charges diplomatiques
Il est Vice-ministre des Relations Extérieures du le Pérou entre 2001 et 2003 puis Ministre des Relations Extérieures du le Pérou de 2003 à 2005, après avoir travaillé dans les annéess 70, 80 et 90 dans le dit ministère comme "Secrétaire du Département Équateur de la Direction de l'Amérique Limitrophe" (1974), "Secrétaire de la Direction des Études du  Sous-Secrétariat de la planification" (1975), "Chef du Département des Pays Non Alignés" (1976), "Directeur de l'Intégration" (1984-1985), "Directeur des Affaires Économiques" (1985-1986), "Directeur général de la Coordination" (1990-1991), "Directeur de la planification" (1992) et "Directeur de la Souveraineté Aérienne" (1992).
Il représente le Pérou devant l'Organisation des Nations unies (1988-1989 et 2005-2006), l'Organisation d'États Américains (2000-2001), l'Organisation Mondiale du Commerce (1998-2000) et l'Association Latino-americaine de Libre Échange à Montevideo (1977-1979).
Il est aussi Représentant permanent suppléant du Pérou auprès du Conseil Intergouvernemental des Pays Producteurs de Cuivre à Paris (1980–1984), Président du Comité Exécutif du Comité Intergouvernemental des Pays Exportateurs de Cuivre à Paris (1984), Directeur de l'Institut Péruvien des Relations Internationales (1992), et sert dans les ambassades du Pérou en Équateur et en France.
Le 4 décembre 2009 est publié dans le journal officiel Le Péruvien sa nomination comme ambassadeur du Pérou en Bolivie. Il assume ses nouvelles fonctions le 7 février 2010. Dans la présentation de ses lettres de créance, le nouvel ambassadeur a déclaré avoir « réaffirmé au président Morales le plein appui du Pérou à la juste demande de sortie en mer de la Bolivie ».
Au cours de sa gestion, et après plusieurs mois de négociations entre les chancelleries péruvienne et bolivienne, le projet anciennement appelé BoliviaMar et rebaptisé MarBolivia est réactualisé, à l’occasion de la rencontre d’Evo Morales et Alan García le 19 octobre 2010 à Ilo où sont signés plusieurs accords bilatéraux et complémentaires de ceux de 1992, réaffirmant l’octroi pour 99 ans du Pérou à la Bolivie d’une sortie non souveraine dans l’océan Pacifique pour le pays altiplanique, établissant une zone franche industrielle et économique spéciale (ZOFIE) et une zone franche touristique (ZFT),.
Le 25 août 2011, est publiée son incorporation officielle à la Commission ad hoc chargée de la défense péruvienne dans le différend maritime avec le Chili,.
Par la résolution suprême 164-2012-RE du 11 juillet 2012, il est nommé Représentant permanent du Pérou auprès de l’UNESCO à Paris. C'est dans ses fonctions d'Ambassadeur du Pérou auprès de l’UNESCO qu'il organise en avril 2018, à la Maison de l'UNESCO, l'exposition rétrospective des œuvres de son compatriote le peintre Herman Braun-Vega, qui fut la dernière exposition organisée du vivant de l'artiste.

## Distinctions
Dans le cadre de sa vie diplomatique, il reçoit plusieurs décorations dans différents pays du monde. Il a reçu la médaille de "l'Ordre du Mérite en grade de Grand Croix" au Guatemala, en Bolivie, en Équateur et au Paraguay.
Toujours au grade de "Grand Croix", il a reçu des décorations au Brésil, en Colombie (par le Gouvernement et le Sénat), en Espagne (grande croix de l’Ordre d’Isabelle la Catholique) et au Salvador, et aussi de l’Ordre National au Mérite de la République Française, au grade de Chevalier.
Au Pérou, il reçoit la médaille de l’Ordre du Mérite pour services distingués du Pérou, au grade de Grand Croix, et de l'Ordre du Soleil du Pérou, au degré de Grande Croix.
De l'Argentine, il reçoit la Grande Croix de l'Ordre de Mai du Mérite.